# Remirea maritima
Remirea maritima är en halvgräsart som beskrevs av Jean Baptiste Christophe Fusée Aublet. Remirea maritima ingår i släktet Remirea och familjen halvgräs. Inga underarter finns listade i Catalogue of Life.

## Bildgalleri

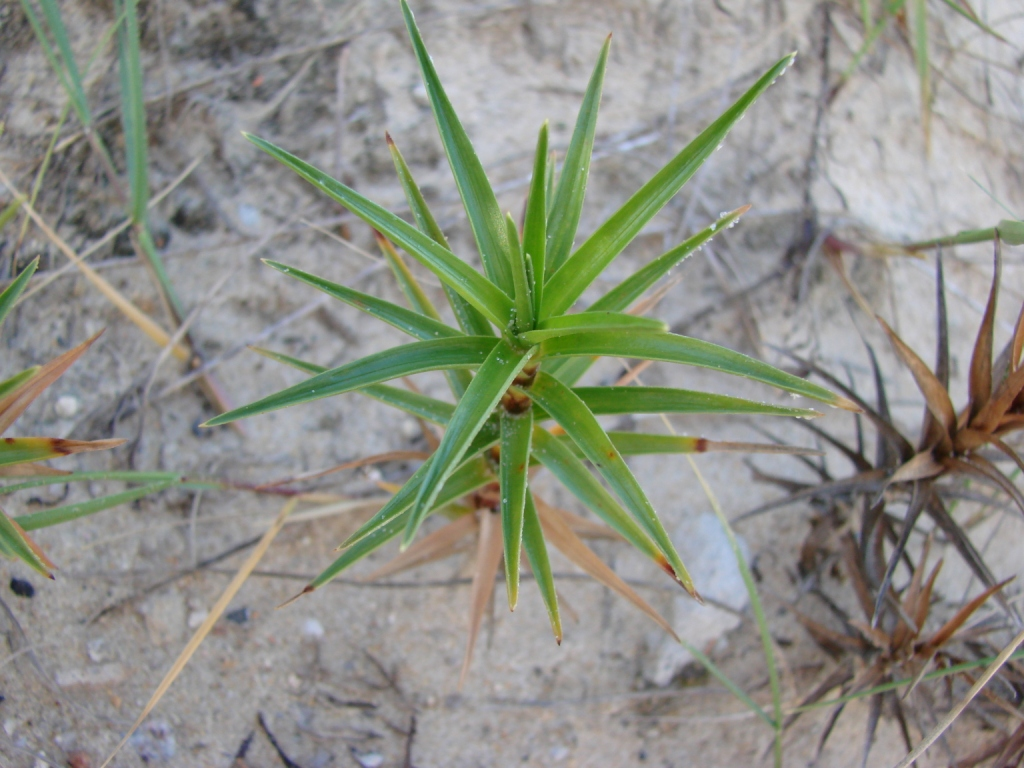
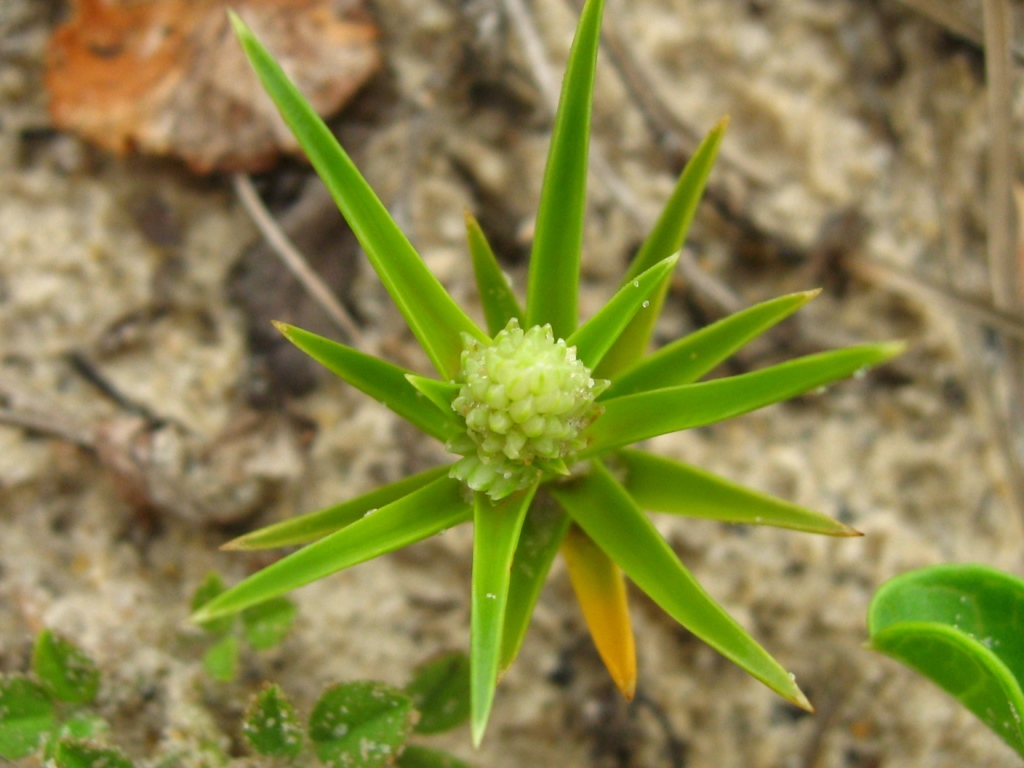